# قيقب كابادوكيا
قيقب كابادوكيا نوع نباتي ينتمي إلى جنس القيقب من الفصيلة الصابونية.

## موطنه
ينتشر في وسط تركيا وصولاً إلى القوقاز وجنوب غرب الصين.